# Římskokatolická farnost Stálky
Římskokatolická farnost Stálky je územní společenství římských katolíků s farním kostelem Nanebevzetí Panny Marie v obci Stálky ve vranovském děkanství.

## Historie farnosti
Fara se v obci připomíná k roku 1493. Od roku 1560 se zde šířilo luterství. Kostel je původně gotická stavba, barokně přestavěná roku 1631. V roce 1641 je doloženo působení vlastního administrátora. V roce 1657 byla postavena nová fara, a farnost dostala vlastní duchovní správce.

## Duchovní správci
Po vysídlení obyvatel německé národnosti po druhé světové válce byly Stálky administrovány ze Šafova, od roku 1960 ze Starého Petřína a od roku 1996 farním týmem z Vranova. Od 1. srpna 1997 je administrátorem excurrendo R. D. Mgr. Milan Plíšek. Jde o člena farního týmu FATYM.
FATYM je společenství katolických kněží, jáhnů a jejich dalších spolupracovníků. Působí v brněnské diecézi od roku 1996. Jedná se o společnou správu několika kněží nad větším množstvím farností za spolupráce laiků. Mimo to, že se FATYM stará o svěřené farnosti, snaží se jeho členové podle svých sil vypomáhat v různých oblastech pastorace v Česku.

## Bohoslužby
| Kostel                  | Místo  | Bohoslužba (den) | Hodina | Poznámka     |
| ----------------------- | ------ | ---------------- | ------ | ------------ |
| Nanebevzetí Panny Marie | Stálky | sobota           | 8.00   | farní kostel |

## Aktivity ve farnosti
Dnem vzájemných modliteb farností za bohoslovce a bohoslovců za farnosti brněnské diecéze je 24. duben. Adorační den připadá na 2. října.
FATYM vydává čtyřikrát do roka společný farní zpravodaj (velikonoční, prázdninový, dušičkový a vánoční) pro farnosti Vranov nad Dyjí, Přímětice, Bítov, Olbramkostel, Starý Petřín, Štítary na Moravě, Chvalatice, Stálky, Lančov, Horní Břečkov, Prosiměřice, Vratěnín, Citonice, Šafov, Korolupy, Těšetice, Lubnice, Lukov, Práče a Vratěnín.
Ve farnosti se koná tříkrálová sbírka, v roce 2015 se při ní vybralo v Podhradí 2 490 korun, ve Stálkách 4 489 korun. V roce 2017 činil její výtěžek ve Stálkách 4 583 korun, v Podhradí 1 370 korun.

## Primice
Ve farnosti slavil dne 23. července 2004 primici německý novokněz P. Bernhard Tschullik. Svoji primici zde sloužil na památku své matky Anni Tschullikové, rozené Ippové (dcery pekaře ve Stálkách).